# H-мост

Структура H-моста (показано красным)

H-мост — электронная схема, которая даёт возможность менять полярность приложенного к нагрузке напряжения,  (напр., для реверса вращения электромотора). 
H-мосты представлены в виде буквы Н. 
Они могут быть построены из отдельных радиодеталей, так и входить в состав микросхем.

## Основное
Термин H-мост появился благодаря графическому изображению этой схемы, напоминающему букву Н. H-мост собирается из 4 переключателей, электронных или механических (реле). Когда ключи S1 и S4 замкнуты, а S2 и S3 разомкнуты, мотор крутится в одну сторону, когда же S2 и S3 замкнуты, а S1 и S4 разомкнуты, мотор крутится в другую сторону. Также H-мост предоставляет возможность электрически тормозить вращение двигателя, коротко замыкая его выводы.
Также из схемы следует, что ключи S1 и S2, или S3 и S4 никогда не должны замыкаться вместе, так как это приведёт к короткому замыканию источника питания.
Использование в схеме в качестве переключателей тумблеров П2Т снимает проблему одновременного включения S1 и S2  (S3 и S4), т.к. П2Т (в зависимости от типа от П2Т-1 до П2Т-24) не допускают одновременного замыкания контактов на общий вывод. 

## Операции

Два базовых состояния H-моста

Обычно H-мост используется для смены полярности питания мотора (реверс), но также он может и тормозить мотор, коротко замыкая его выводы (в случае простого мотора постоянного тока). Таблица ниже показывает, чего можно добиться, изменяя состояние ключей S1—S4:
| S1 | S2 | S3 | S4 | Результат                            |
| -- | -- | -- | -- | ------------------------------------ |
| 1  | 0  | 0  | 1  | Мотор крутится вправо                |
| 0  | 1  | 1  | 0  | Мотор крутится влево                 |
| 0  | 0  | 0  | 0  | Свободное вращение мотора            |
| 0  | 1  | 0  | 1  | Мотор тормозится                     |
| 1  | 0  | 1  | 0  | Мотор тормозится                     |
| 1  | 1  | 0  | 0  | Короткое замыкание источника питания |
| 0  | 0  | 1  | 1  | Короткое замыкание источника питания |

## Конструкция

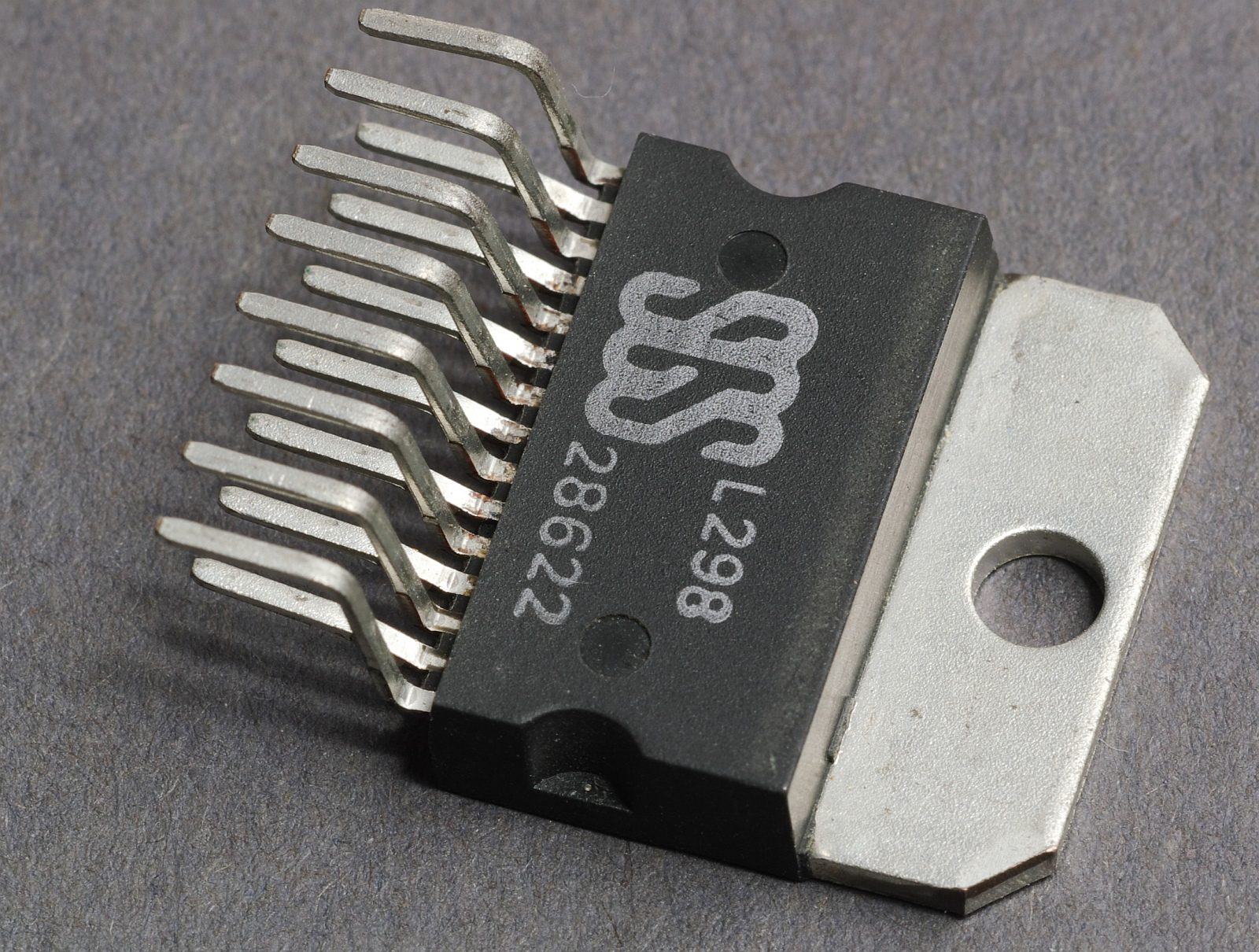
Типичный H-мост

Очень часто H-мосты строятся из приборов обратной полярности, таких как биполярные транзисторы типа р-n-р или полевых транзисторов с р-каналом, подключенных к биполярным транзисторам типа n-р-n или полевым с n-каналом.
Часто используются полевые транзисторы с изолированным затвором (МОП), в связи с их способностью переключать большие токи, а также низким сопротивлением открытого канала, но в радиолюбительских и маломощных схемах часто присутствуют биполярные транзисторы.
H-мост также можно построить и с помощью механических переключателей, таких как реле, но с развитием электроники такой подход используется все реже.
Создано много коммерчески успешных недорогих H-мостов в виде микросхем-драйверов, например серии L293x.

## Применение

H-мост, построенный на биполярных транзисторах

Помимо управления направлением вращения моторов, H-мосты, построенные на транзисторах, могут использоваться для управления свечением двунаправленных светодиодов или двунаправленных светодиодных лент, в случае если необходимо попеременно менять направление течения тока, чтобы создавать иллюзию непрерывного свечения сдвоенных светодиодов. В отличие от управления моторами в подобном случае не требуется шунтирование плеч моста диодами. Однако при использовании в единичном двунаправленном светодиоде H-мост может оказаться слишком затратным из-за требуемого большого количества элементов.